# Yorka
Yorka es una banda chilena de indie pop formada en San Bernardo, Santiago, a principios de 2012. Es liderada por las hermanas Yorka y Daniela Pastenes, ambas profesoras de música y compositoras, y cuenta con tres trabajos de estudio: Canciones en pijama (2013), Imperio (2015) y Humo (2018). Ganó el certamen internacional del Festival de la Canción de Viña del Mar en 2023 con la canción «Viento».
La banda ha recibido una nominación a los Premios Pulsar y cinco nominaciones a los Premios Índigo en 2018.   Se han presentado en Chile, Perú, México y Estados Unidos, participado en festivales internacionales como «Al Aire Libre» en Lima y «SXSW» en Austin, Texas, además de festivales locales como «Santiago a Mil», «Fluvial», «INJUV», «Imesur», «Pulsar» y «Ruidosa».
Su música fue parte de la banda sonora de la teleserie chilena Soltera otra vez 3. Durante 2019 celebraron su sexto aniversario con una presentación en el Teatro Nescafé de las Artes en la capital chilena, que ha sido la más grande de su carrera hasta el momento. Se encontraban preparando una participación en el escenario principal de Lollapalooza Chile 2020, pero producto de la pandemia de COVID-19, el evento se reprogramó para noviembre de 2021.

## Biografía
Yorka Francisca Pastenes Sanhueza (20-12-1990) y Daniela Nicole Pastenes Sanhueza (6-1-1996) son hijas de Carlos Pastenes y Yorka Sanhueza, ambos laboratoristas dentales, que les entregaron las primeras herramientas y gustos por la música. 
Crecieron en la comuna de San Bernardo, ubicada al sur de la ciudad de Santiago de Chile. Yorka Pastenes egresa como Profesora de Música de la Universidad Metropolitana de Ciencias de la Educación más conocida como Pedagógico  y Daniela Pastenes tuvo un breve paso por la carrera de Canto Popular en la Universidad ARCIS y para luego continuar sus estudios de Pedagogía en Música en la Universidad Alberto Hurtado.

### Canciones en pijama, inicios como proyecto solista (2011–2013)
Yorka Pastenes participaba de la banda «Bajen la voz» en donde comenzó a tocar por locales de Santiago y desarrollar de manera más seria el oficio de la composición. Durante el 2011 decide comenzar con su proyecto solista, seleccionando parte de su repertorio más íntimo y comienza el proceso de grabación del primer álbum de Yorka, llamado «Canciones en pijama», la producción e instrumentación estuvo a cargo de Pablo Ramos. El lanzamiento de este disco se realizó el 25 de septiembre del 2013 en el Teatro Ladrón de Bicicletas (Coca Cola City) y fue la primera vez que Daniela se subió a cantar en el proyecto apoyando en coros.

### Imperioy Yorka se transforma en un dúo (2014–2017)
Durante el 2014, el proyecto logra estabilizarse con una formación oficial y Daniela ingresa de manera definitiva como vocalista de la banda para comenzar a cantar junto a su hermana, dando vida a las primeras canciones del segundo disco llamado «Imperio». En el verano del año siguiente, comienza la grabación de este disco bajo el sello independiente Gato Ruso Records a cargo de Pablo Ramos y fue lanzado en vivo el 27 de mayo de ese mismo año en la sala SCD de barrio Bellavista. 
Posterior al lanzamiento, Yorka se embarcó en dos giras nacionales, una de ellas auspiciada por la tienda de instrumentos Audiomúsica, y se posicionó con mayor fuerza en la escena independiente musical.
En 2017, fueron parte de la segunda edición del Ruidosa Fest, el primer festival musical integrado únicamente por mujeres en Latinoamérica.

### Humo(2018)
Luego de fortalecer los shows en vivo y lograr convocar público firmaron con el sello independiente Beast Discos y editaron "Humo" el tercer disco del dúo de hermanas. Este disco logró una gran recepción y fue mencionado en la crítica como uno de los discos destacados del 2018 en Chile, trabajo con el que obtuvieron una nominación a los premios Pulsar y cinco a los premios Índigo. Este disco estuvo bajo la producción de la misma banda. Fue grabado y mezclado en CHT Estudios por el ingeniero en sonido Chalo Gonzalez (Tiro de Gracia, Los Prisioneros) y Cristóbal Arriagada. 
El lanzamiento de "Humo" se realizó el 17 de agosto en el teatro principal de Matucana 100 agotando todos los tickets un día antes del estreno. El 17 de noviembre participaron el Festival «Al Aire Libre» en Lima, Perú.

### Fuego (2019)
En enero de 2019 en el Festival Santiago a Mil y en marzo en el Festival SXSW en Austin, Texas, Estados Unidos. Celebraron sexto aniversario de la banda con un gran concierto en el Teatro Nescafé de las Artes, en Santiago de Chile, qresultando la mayor presentación en solitario de su carrera.
En octubre de 2019 en medio del Estallido social en Chile apareció "La canción es protesta" parte del álbum "Fuego: Canciones de emergencia" . Un compilado de canciones sociales de adolescentes a cargo de Yorka Pastenes quién produjo y dirigió el proyecto. La canción y el disco fue destacado como lo mejor del año en la música chilena. Este tema cita a Víctor Jara con la frase "Yo no canto por cantar" y además incluye la frase “La Violeta (en referencia a Violeta Parra) y luego Víctor lo cantó/ el pueblo siempre, siempre se defiende”.
En diciembre fueron parte del SIM Sao Paulo, la feria de industria más grande de Brasil. En esa instancia se presentaron en vivo y grabaron en el estudio Trampolín una reversión de "Cae" en portugués junto a la banda brasileña Francisco El Hombre.

### MAL 2020
Durante marzo del 2020 lanzaron el último single del álbum "Humo" en portugués "Caí" abriendo su mercado al público brasileño.
Debido a la cuarentena producida por Pandemia de COVID19 las hermanas Pastenes, junto a Benjamín Walker, Natisú y HAKANNA, debido a que comparten departamento, durante los meses de encierro crearon un álbum colaborativo llamado MAL, que fue lanzado el 25 de septiembre de 2020.

## Miembros
Actualmente la banda de Yorka está compuesta en la composición, guitarra y voces por Yorka Pastenes, percusiones, ukelele y voces por Daniela Pastenes,  el guitarrista Pablo Jara (Oddó, Angelo Pierattini, Matías Oviedo, Centella), el bajista Pancho Ugarte (Los Frutantes, Charly Benavente) y en la batería Matías Petersen (Caraslargas, Teoría de Maicol) quiénes además de ser intérpretes estuvieron a cargo de la creación y producción del disco "Humo".
Durante los primeros años de carrera la banda estuvo compuesta por Pablo Ramos, Mauricio Campos e Iván Zamorano quiénes también formaban parte de la banda "Bajen la voz"  y quiénes participaron durante los primeros años en los show promocionales del "Canciones en pijama". Durante esa época los discos fueron producidos por Pablo Ramos y Yorka Pastenes.
Durante la época del "Imperio" ingresó a la banda Andy Baro en la batería y Diego Fernández en teclados pero posteriormente dejaron la banda por motivos personales.

## Origen del nombre
El origen del nombre Yorka, se debe originalmente a que inicialmente fue el proyecto musical solista de Yorka Pastenes, pero luego este se transforma en un dúo al integrarse su hermana Daniela, el nombre se conserva como homenaje a la madre y a la abuela de ambas también llamadas Yorka.

## Discografía

### Álbumes
| Año  | Nombre              | Canciones |
| ---- | ------------------- | --- |
| 2013 | Canciones en Pijama | 1.- Diciembre (4:37) 2.- Radiante (3:17) 3.- Relatos (3:42) 4.- Debajo de piel (4:09) 5.- Gusano (3:20) 6.- Retroceder (4:09) 7.- El fotógrafo (4:30) 8.- Refrán (3:08) 9.- Un gran actor (4:24) 10.- Si solo fuera yo (4:14) - Duración álbum: 39 minutos - Sencillos: Si solo fuera yo |
| 2015 | Imperio             | 1.- Majestad (1:29) 2.- Cursi (3:09) 3.- Evidente (3:29) 4.- Rinoceronte (3:58) 5.- África (3:33) 6.- Las horas arden (2:50) 7.- Saturno (3:15) 8.- Algo (3:25) 9.- Mapamundi (2:58) - Duración álbum: 28 minutos - Sencillos: Algo, Rinoceronte, África y Evidente |
| 2018 | Humo                | 1.- Humo (4:04) 2.- Estáticos (4:05) 3.- Y bailamos tanto (3:48) 4.- Paseito (4:53) 5.- Este vacío (2:09) 6.- Catemito (3:25) 7.- Bien (3:18) 8.- Si nos vamos lejos (3:10) 9.- Quédate conmigo (3:28) 10.- Miedo (3:52) 11.- Nada (4:13) 12.- Tonadita de año nuevo (3:38) 13.- Interminable (4:27) 14.- Cae (4:15) 15.- Qué terror se siente (3:35) 16.- Todo lo que tengo (2:02) - Duración álbum: 58 minutos - Sencillos: Y bailamos tanto, Miedo, Cae, Paseito, Quédate conmigo. |

## Videografía
| Nombre           | Año  | Álbum   | Director               |
| ---------------- | ---- | ------- | ---------------------- |
| Algo             | 2014 | Imperio | Juan Pablo Arias       |
| Rinoceronte      | 2014 | Imperio | Juan Pablo Arias       |
| Evidente         | 2015 | Imperio | Juan Pablo Arias       |
| África           | 2016 | Imperio | Juan Pablo Arias       |
| Y bailamos tanto | 2017 | Humo    | Cristóbal de la Cuadra |
| Miedo            | 2018 | Humo    | Andrés Rivas           |
| Paseito          | 2019 | Humo    | Camila Grandi          |
| Quédate conmigo  | 2019 | Humo    | Pepe Garrido           |

## Premios y nominaciones
| Año  | Premio         | Categoría                     | Trabajo          | Resultado | Ref.   |
| ---- | -------------- | ----------------------------- | ---------------- | --------- | ------ |
| 2018 | Premios Pulsar | Canción del año               | Y bailamos tanto | Nominado  | [ 42 ] |
| 2018 | Premios Índigo | Álbum independiente del año   | Humo             | Nominado  | [ 43 ] |
| 2018 | Premios Índigo | Canción independiente del año | Cae              | Nominado  | [ 43 ] |
| 2018 | Premios Índigo | Mejor artista independiente   | Yorka            | Nominado  | [ 43 ] |
| 2018 | Premios Índigo | Mejor show en vivo            | Yorka            | Nominado  | [ 43 ] |
| 2018 | Premios Índigo | Mejor arte y diseño           | Humo             | Nominado  | [ 43 ] |